# ムハンマド・ビン・サバーハ・アッ＝サバーハ
ムハンマド・ビン・サバーハ＝アッ・サバーハ（1831年 - 1896年5月17日）は第6代目クウェート首長（在位：1892年―1896年）でサバーハ家当主。父はサバーハ2世。兄はアブドゥッラー2世。弟はジャウラッハー、ムバーラク大首長。
兄の跡を継いで首長に就任。弟のムバーラクとは犬猿の仲であり、ムバーラクはインドのボンベイに出国。しかし、後にムバラクは舞い戻り、ムハンマドは弟を冷遇した。ムバーラクは公衆の面前で侮辱されたのを機会に1896年5月17日にクーデターを起こし、ムハンマドは暗殺される。首長位はムバラクが継承。
なおムハンマドの子息はその後も健在であり、2002年当時の石油相・情報相のサウード・ビン・ナセル＝アッ・サバーハはムハンマドの曾孫にあたる。ちなみに1963年制定の憲法によりムハンマドの子孫は首長位継承権は持たない。